# オーガスト・カール・ライシャワー
オーガスト・カール・ライシャワー（August Karl Reischauer, 1879年9月4日 – 1971年7月10日）は、アメリカ合衆国出身の在日宣教師である。駐日アメリカ合衆国大使を務めたエドウィン・O・ライシャワーは次男。

## 生涯
1848年、一家はオーストリアよりアメリカに移住する。カールは1879年、イリノイ州ジョンズバローに生まれる。1898年にインディアナ州ハノーヴァー・カレッジに入学して、1902年に卒業する。卒業後はシカゴのマコーミック神学校に入学して神学を学び、1905年の神学校卒業後に按手礼を受け、ヘレンと結婚して宣教師として日本に赴いた。1907年に日本で長男ロバートが生まれ、1910年に次男のエドウィンが生まれた。
1912年アメリカに一時帰国して、シカゴ大学で研究をする。翌年ニューヨーク大学で「日本における仏教研究」と題する講演を行い学位を受けた。
その後、再び日本に戻り1914年に長女フェリシアが生まれる。フェリシアの治療のためにアメリカに一時的に帰国するが、この年中に日本に戻った。
1917年に妻のヘレンがフェリシアを連れてアメリカに帰国する。一方、カールは明治学院高等部長として1919年まで2年間務めた。1918年にカールが東京女子大を設立して代表になる。1919年に妻ヘレンがフェリシアをアメリカに残して来日。
1919年に明治学院高等部長から明治学院神学部教授に就任して1928年までその責務を担う。1920年から女子学院院長を兼任し、1927年まで務めた。
1920年4月28日に日本聾話学校を設立、妻ヘレンが初代校長になる。
1937年上海滞在中のロバートが北支事変で中国国民党軍の攻撃に巻き込まれ死亡した。
1941年に日米開戦と共に一家はアメリカに帰った。その後1952年までユニオン神学校で宗教史を講じた。1954年日本から在米中のライシャワーに勲三等瑞宝章が送られ、1956年に妻のヘレンがマサチューセッツ州ベルモントで亡くなる。
1961年、エドウィン夫妻と共に19年ぶりに来日した。1971年7月10日死去した。

## その他
明治後期に長野県軽井沢に建てた別荘は現存しており、2013年（平成25年）に国の登録有形文化財に登録された。